# Hemeroblemma leontia
Hemeroblemma leontia là một loài bướm đêm trong họ Erebidae.